# Ernst Levy
Pour les articles homonymes, voir Levy.
Ernst Levy, né à Bâle le 18 novembre 1895 et mort à Morges le 19 avril 1981, est un compositeur, pianiste, musicologue et chef d'orchestre suisse.

## Biographie
Né le 18 novembre 1895, il commence très tôt sa carrière de pianiste dans sa ville natale où il se produit pour la première fois en public à l'âge de 6 ans avec le Concerto en ré majeur de Haydn.
Ernst Levy a étudié avec Egon Petri et Raoul Pugno. En 1910, il termine ses études au Conservatoire de Bâle où Hans Huber, l'un de ses professeurs, lui dédie son Concerto en ré majeur pour piano. Il suit également à l'Université de Bâle des cours de musicologie, de philosophie et d'histoire de l'art. Sa précocité lui vaut d'être très tôt désigné comme remplaçant de Hans Huber, tombé malade en 1917. Il enseigne ainsi à la classe des virtuoses du Conservatoire de Bâle alors qu'il a à peine 20 ans. Il abandonne pourtant ce poste en 1921 pour se rendre à Paris. Après avoir commencé par gagner sa vie comme pianiste et comme professeur de musique, il fonde en 1928 le Chœur philharmonique de Paris avec lequel il interprète les grandes œuvres vocales et s'impose comme chef d'orchestre. Il s'adonne aussi au journalisme, en tant que critique musical.
Les événements politiques des années 1930 auront raison de la présence de Lévy en Europe. La montée de l'antisémitisme le pousse à émigrer aux États-Unis (1941) où il mène une carrière, non seulement comme compositeur et interprète, mais aussi comme professeur de musique puisqu'il donne des cours dans différents établissements comme le New England Conservatory de Boston, le Bennington College du Vermont, l'Université de Chicago, le Massachusetts Institute of Technology et enfin le Brooklyn College. C'est pendant son séjour dans ce pays d'accueil qu'il rédige la plus grande partie de son œuvre, soit quinze symphonies et une multitude de morceaux pour chœur et pour orchestre de chambre. Enfin, en collaboration avec son ami Siegmund Levarie, il rédige un livre d'acoustique intitulé Tone suivi plus tard par un deuxième ouvrage, le Dictionary of musical morphology, également rédigé avec Levarie.
Une fois à la retraite, il rentre en Suisse, en 1966, et se fixe à Morges où il se consacre exclusivement à la composition et à la rédaction.

## Œuvres
Musique orchestrale
- Symphonie nº 2 en ré majeur (1922)
- Symphonie nº 3 (1922)
- Symphonie nº 7 (1937)
- Symphonie nº 8 (1937)
- Symphonie nº 10 "France" (1944)
- Symphonie nº 11 (1949)
- Symphonie nº 12 (1951)
- Symphonie nº 13 (1955)
- Troisième Suite pour orchestre (1957)
- Quatrième Suite pour orchestre (1959)
- Symphonie nº 14 (1962)
- Symphonie nº 15 (1968)

Musique Concertante
- Concerto pour violoncelle et orchestre (1947)

Musique de chambre
- Quatuor à cordes nº 1 (1919)
- Sonate nº 1 pour violon et piano (1932)
- Divertimento pour clarinette (ou hautbois) et piano (1952)
- Theme and Transformations pour clarinette et piano (1952)
- Trio à cordes nº 1 (1953)
- Sonate pour violoncelle et piano (1953)
- Sonate pour cor et piano (1953)
- Fifteen Little Pieces pour violoncelle solo (1955)
- Quatuor avec Piano (1956)
- Suite pour alto ou violoncelle solo (1956)
- Suite pour violon solo (1960)
- Trio à cordes nº 2 (1960)
- Sonate nº 2 pour violon et piano (1961)
- Sonate nº 3 pour violon et piano (1963)
- Sonatine nº 1 pour violon et piano (1962)
- Sonatine nº 2 pour violon et piano (1962)
- Suite pour 2 altos (1963)
- Trio pour clarinette, violoncelle et piano (1963)
- Sonate pour trois parties de violon (1965)
- Trio à cordes nº 3 (1966)
- Trio pour clarinette, alto et piano (1968)
- Trio nº 2 for clarinette, violon et piano (1970)
- Suite nº 2 pour alto solo (1971)
- Soliloquy pour clarinette solo (1971)
- Concerto sur "Auprès de ma blonde" pour trompette et piano (1975)
- Threnodie pour alto, violoncelle et orgue (1975)
- Sonate pour 2 violons et piano (1977)
- Intermezzo idilliaco pour clarinette et piano (1978)
- Trio à cordes nº 4 (1978)
- Quatuor à cordes nº 4 (1978)
- Quatuor à cordes nº 5 (1978)
- Sonate pour alto et piano (1979)
- Trio pour violon, violoncelle et piano (1979)
- Sonata Accompagnata pour basson et piano ou orchestre (1980)

Clavier
- Meditation on a Hebrew Raga pour orgue (1961)
- Study on the Whole-Tone Scales pour piano (1971)
- Sonate pour Piano nº 1 (1973)
- Sonate pour Piano nº 2 (1974)
- Sonate pour Piano nº 3 (1975)
- Sonate pour Piano nº 4 (1976)
- Sonate pour Piano nº 5
- Hommage romantique pour piano (1977)
- Fantaisie dialoguée pour orgue et piano (1980)

Musique vocale
- Gaudeamus, Cantate pour chœur mixte, orchestre de vents et timbales (1964)
- Li T'ai Po's Answer for ténor, orchestre à cordes et flûte (1979)
- Eins und Alles pour baryton et orchestre à cordes (1980); words by Johann Wolfgang von Goethe